# Howard Carpendale/Diskografie
Diese Diskografie ist eine Übersicht über die musikalischen Werke des deutsch-südafrikanischen Popschlager-Sängers Howard Carpendale. Den Quellenangaben zufolge verkaufte er bisher mehr als 25 Millionen Tonträger. Seine erfolgreichste Veröffentlichung ist das Nummer-eins-Album Meine schönsten Lieder.

## Alben

### Studioalben
| Jahr | Titel                           | Höchstplatzierung, Gesamtwochen/‑monate, AuszeichnungChartplatzierungen (Jahr, Titel, Platzierungen, Wochen/Monate, Auszeichnungen, Anmerkungen) | Höchstplatzierung, Gesamtwochen/‑monate, AuszeichnungChartplatzierungen (Jahr, Titel, Platzierungen, Wochen/Monate, Auszeichnungen, Anmerkungen) | Höchstplatzierung, Gesamtwochen/‑monate, AuszeichnungChartplatzierungen (Jahr, Titel, Platzierungen, Wochen/Monate, Auszeichnungen, Anmerkungen) | Anmerkungen                                                  |
| Jahr | Titel                           | DE | AT | CH | Anmerkungen                                                  |
| ---- | ------------------------------- | --- | --- | --- | ------------------------------------------------------------ |
| 1969 | Ich geb mir selbst ’ne Party    | — | — | — | Erstveröffentlichung: 1969                                   |
| 1969 | Howard Carpendale               | — | — | — | Erstveröffentlichung: 1969                                   |
| 1970 | Nr.1                            | — | — | — | Erstveröffentlichung: 1970                                   |
| 1972 | Eine Schwäche für die Liebe     | — | — | — | Erstveröffentlichung: 1972                                   |
| 1974 | Du fängst den Wind niemals ein  | — | — | — | Erstveröffentlichung: 1974                                   |
| 1975 | … und ich warte auf ein Zeichen | — | — | — | Erstveröffentlichung: 1975                                   |
| 1976 | Fremde oder Freunde             | — | — | — | Erstveröffentlichung: 1976                                   |
| 1976 | Howard Carpendale ’77           | — | — | — | Erstveröffentlichung: 1976                                   |
| 1977 | Jede Farbe ist schön            | — | — | — | Erstveröffentlichung: 1977                                   |
| 1977 | Nimm den nächsten Zug           | — | — | — | Erstveröffentlichung: 1977                                   |
| 1978 | … dann geh doch                 | — | — | — | Erstveröffentlichung: 1978                                   |
| 1978 | Und so gehen wir unsere Wege    | — | — | — | Erstveröffentlichung: 1978                                   |
| 1979 | Mein Weg zu dir                 | DE3 Gold · (28 Wo.)DE | AT13 (2 Mt.)AT | — | Erstveröffentlichung: 25. November 1979 Verkäufe: + 250.000  |
| 1980 | Eine Stunde für dich            | DE3 Gold · (22 Wo.)DE | — | — | Erstveröffentlichung: 6. Oktober 1980 Verkäufe: + 250.000    |
| 1981 | Such mich in meinen Liedern     | DE4 Gold · (19 Wo.)DE | — | — | Erstveröffentlichung: 2. November 1981 Verkäufe: + 250.000   |
| 1982 | Bilder meines Lebens            | DE9 (10 Wo.)DE | — | — | Erstveröffentlichung: 4. Oktober 1982                        |
| 1984 | Hello Again                     | DE3 Gold · (25 Wo.)DE | AT20 (1 Mt.)AT | CH7 (16 Wo.)CH | Erstveröffentlichung: 13. Februar 1984 Verkäufe: + 250.000   |
| 1984 | Howard Carpendale ’84           | DE8 Gold · (13 Wo.)DE | — | — | Erstveröffentlichung: 5. November 1984 Verkäufe: + 250.000   |
| 1985 | Mittendrin                      | DE6 Gold · (20 Wo.)DE | — | CH23 (4 Wo.)CH | Erstveröffentlichung: 26. August 1985 Verkäufe: + 250.000    |
| 1987 | Carpendale                      | DE11 Gold · (21 Wo.)DE | — | — | Erstveröffentlichung: 7. September 1987 Verkäufe: + 250.000  |
| 1989 | Carpendale ’90                  | DE7 (16 Wo.)DE | — | — | Erstveröffentlichung: 2. Oktober 1989                        |
| 1991 | Ganz nah                        | DE8 (25 Wo.)DE | — | — | Erstveröffentlichung: 11. Februar 1991                       |
| 1992 | Mit viel, viel Herz             | DE19 (17 Wo.)DE | AT36 (1 Wo.)AT | — | Erstveröffentlichung: 4. Mai 1992                            |
| 1992 | Welthits zum Träumen            | DE46 (9 Wo.)DE | — | — | Erstveröffentlichung: 30. November 1992                      |
| 1994 | Ich bin da!                     | DE7 (14 Wo.)DE | — | — | Erstveröffentlichung: 18. April 1994                         |
| 1995 | Howard Carpendale ’95           | DE26 (11 Wo.)DE | — | — | Erstveröffentlichung: 3. April 1995                          |
| 1996 | Kein Typ für eine Nacht         | DE45 (13 Wo.)DE | — | — | Erstveröffentlichung: 4. März 1996                           |
| 1998 | Lust auf mehr …                 | DE13 (7 Wo.)DE | — | — | Erstveröffentlichung: 26. Oktober 1998                       |
| 2001 | Alles OK                        | DE9 (14 Wo.)DE | AT55 (3 Wo.)AT | — | Erstveröffentlichung: 5. Februar 2001                        |
| 2003 | Der richtige Moment             | DE14 (10 Wo.)DE | AT36 (5 Wo.)AT | — | Erstveröffentlichung: 13. April 2003                         |
| 2007 | 20 Uhr 10                       | DE4 Platin · (29 Wo.)DE | AT19 Gold · (7 Wo.)AT | CH46 (4 Wo.)CH | Erstveröffentlichung: 2. November 2007 Verkäufe: + 210.000   |
| 2009 | Stark                           | DE2 Gold · (16 Wo.)DE | AT16 (5 Wo.)AT | CH80 (1 Wo.)CH | Erstveröffentlichung: 25. September 2009 Verkäufe: + 100.000 |
| 2011 | Das alles bin ich               | DE5 Gold · (12 Wo.)DE | AT12 (4 Wo.)AT | CH58 (2 Wo.)CH | Erstveröffentlichung: 25. Februar 2011 Verkäufe: + 100.000   |
| 2013 | Viel zu lang gewartet           | DE9 (16 Wo.)DE | AT12 (5 Wo.)AT | CH39 (2 Wo.)CH | Erstveröffentlichung: 25. Oktober 2013                       |
| 2015 | Das ist unsere Zeit             | DE2 Gold · (14 Wo.)DE | AT13 (3 Wo.)AT | CH52 (2 Wo.)CH | Erstveröffentlichung: 6. März 2015 Verkäufe: + 100.000       |
| 2017 | Wenn nicht wir.                 | DE8 (9 Wo.)DE | AT20 (4 Wo.)AT | CH31 (2 Wo.)CH | Erstveröffentlichung: 29. September 2017                     |
| 2023 | Let’s Do It Again               | DE2 (14 Wo.)DE | AT2 (9 Wo.)AT | CH8 (9 Wo.)CH | Erstveröffentlichung: 13. Oktober 2023                       |

grau schraffiert: keine Chartdaten aus diesem Jahr verfügbar

### Livealben
| Jahr | Titel                                    | Höchstplatzierung, Gesamtwochen, AuszeichnungChartplatzierungen (Jahr, Titel, Platzierungen, Wochen, Auszeichnungen, Anmerkungen) | Höchstplatzierung, Gesamtwochen, AuszeichnungChartplatzierungen (Jahr, Titel, Platzierungen, Wochen, Auszeichnungen, Anmerkungen) | Höchstplatzierung, Gesamtwochen, AuszeichnungChartplatzierungen (Jahr, Titel, Platzierungen, Wochen, Auszeichnungen, Anmerkungen) | Anmerkungen                          |
| Jahr | Titel                                    | DE | AT | CH | Anmerkungen                          |
| ---- | ---------------------------------------- | --- | --- | --- | ------------------------------------ |
| 1982 | Live ’82                                 | DE15 (7 Wo.)DE | — | — | Erstveröffentlichung: 12. April 1982 |
| 1983 | Live ’83                                 | DE10 (6 Wo.)DE | — | — | Erstveröffentlichung: 11. April 1983 |
| 2004 | Das Finale – Live                        | DE14 (10 Wo.)DE | — | — | Erstveröffentlichung: 1. März 2004   |
| 2008 | 20 Uhr 10 LIVE                           | — | AT48 (2 Wo.)AT | — | Erstveröffentlichung: 25. Juli 2008  |
| 2023 | Die Show meines Lebens – Live in Hamburg | DE10 (4 Wo.)DE | AT36 (1 Wo.)AT | CH65 (1 Wo.)CH | Erstveröffentlichung: 24. März 2023  |

grau schraffiert: keine Chartdaten aus diesem Jahr verfügbar
Weitere Livealben
- 1980: Live ’80
- 1990: Live in Berlin
- 1997: Live 1996
- 2001: Alles OK – Live in Concert
- 2016: Das ist unsere Zeit – live aus Berlin

### Kompilationen
| Jahr | Titel                            | Höchstplatzierung, Gesamtwochen/‑monate, AuszeichnungChartplatzierungen (Jahr, Titel, Platzierungen, Wochen/Monate, Auszeichnungen, Anmerkungen) | Höchstplatzierung, Gesamtwochen/‑monate, AuszeichnungChartplatzierungen (Jahr, Titel, Platzierungen, Wochen/Monate, Auszeichnungen, Anmerkungen) | Höchstplatzierung, Gesamtwochen/‑monate, AuszeichnungChartplatzierungen (Jahr, Titel, Platzierungen, Wochen/Monate, Auszeichnungen, Anmerkungen) | Anmerkungen                                                                                      |
| Jahr | Titel                            | DE | AT | CH | Anmerkungen                                                                                      |
| ---- | -------------------------------- | --- | --- | --- | ------------------------------------------------------------------------------------------------ |
| 1981 | Meine schönsten Lieder           | — | AT1 (3 Mt.)AT | — | Erstveröffentlichung: 17. April 1981                                                             |
| 1988 | Erfolge                          | DE12 (10 Wo.)DE | — | — | Erstveröffentlichung: 18. April 1988                                                             |
| 1990 | Piano in der Nacht               | DE76 (6 Wo.)DE | — | — | Erstveröffentlichung: 31. Dezember 1990                                                          |
| 1997 | Die Mega Fete                    | DE36 (9 Wo.)DE | — | — | Erstveröffentlichung: 17. März 1997                                                              |
| 2003 | Danke … Ti amo                   | DE29 Gold · (22 Wo.)DE | AT32 (6 Wo.)AT | — | Erstveröffentlichung: 21. September 2003 Verkäufe: + 100.000                                     |
| 2004 | Howard Carpendale singt Welthits | DE99 (1 Wo.)DE | — | — | Erstveröffentlichung: 23. August 2004                                                            |
| 2004 | Mein Leben – Die Anthologie      | DE83 (2 Wo.)DE | — | — | Erstveröffentlichung: 22. November 2004                                                          |
| 2015 | Das Beste von mir                | DE16 (6 Wo.)DE | AT24 (4 Wo.)AT | CH46 (3 Wo.)CH | Erstveröffentlichung: 8. Januar 2016                                                             |
| 2019 | Symphonie meines Lebens          | DE9 Gold · (35 Wo.)DE | AT2 (16 Wo.)AT | CH25 (10 Wo.)CH | Erstveröffentlichung: 25. Oktober 2019 Verkäufe: + 100.000; mit dem Royal Philharmonic Orchestra |
| 2020 | Symphonie meines Lebens 2        | DE7 (20 Wo.)DE | AT6 (11 Wo.)AT | CH13 (12 Wo.)CH | Erstveröffentlichung: 23. Oktober 2020 mit dem Royal Philharmonic Orchestra                      |

grau schraffiert: keine Chartdaten aus diesem Jahr verfügbar
Weitere Kompilationen
- 1970: Howard Carpendale
- 1972: Seine großen Erfolge
- 1976: Star Portrait
- 1979: Die Howard Carpendale Story
- 1983: Meine schönsten Hits
- 1987: Gold Collection – Die wertvolle Auswahl auf CD
- 1990: The English Collection
- 1990: Stationen
- 1991: Here I Go Again
- 1996: Premium Gold Collection
- 1998: Premium Gold Collection II
- 2002: Mit viel Gefühl – Die größten Erfolge
- 2005: The Platinum Collection
- 2005: Essential Howard Carpendale
- 2007: Essential Vol.2 Howard Carpendale
- 2007: Hello How Are You
- 2009: The Best Of
- 2010: Mein Südafrika – Lieder meiner Heimat
- 2010: Glanzlichter
- 2011: Covered By
- 2011: All the Best
- 2011: 2 in 1: Ich bin da! / Howard Carpendale ’95
- 2012: 20 Uhr 10 live / Der richtige Moment
- 2012: Best of 3CD
- 2018: My Star

### Weihnachtsalben
| Jahr | Titel           | Höchstplatzierung, Gesamtwochen, AuszeichnungChartplatzierungen (Jahr, Titel, Platzierungen, Wochen, Auszeichnungen, Anmerkungen) | Höchstplatzierung, Gesamtwochen, AuszeichnungChartplatzierungen (Jahr, Titel, Platzierungen, Wochen, Auszeichnungen, Anmerkungen) | Höchstplatzierung, Gesamtwochen, AuszeichnungChartplatzierungen (Jahr, Titel, Platzierungen, Wochen, Auszeichnungen, Anmerkungen) | Anmerkungen                                                                  |
| Jahr | Titel           | DE | AT | CH | Anmerkungen                                                                  |
| ---- | --------------- | --- | --- | --- | ---------------------------------------------------------------------------- |
| 2001 | My Christmas    | DE80 (3 Wo.)DE | — | — | Erstveröffentlichung: 26. November 2001                                      |
| 2021 | Happy Christmas | DE3 (5 Wo.)DE | AT4 (4 Wo.)AT | CH13 (4 Wo.)CH | Erstveröffentlichung: 26. November 2021 mit dem Royal Philharmonic Orchestra |

## Singles

Ti amo (1977)

| Jahr | Titel Album                                               | Höchstplatzierung, Gesamtwochen/‑monate, AuszeichnungChartplatzierungen (Jahr, Titel, Album, Platzierungen, Wochen/Monate, Auszeichnungen, Anmerkungen) | Höchstplatzierung, Gesamtwochen/‑monate, AuszeichnungChartplatzierungen (Jahr, Titel, Album, Platzierungen, Wochen/Monate, Auszeichnungen, Anmerkungen) | Höchstplatzierung, Gesamtwochen/‑monate, AuszeichnungChartplatzierungen (Jahr, Titel, Album, Platzierungen, Wochen/Monate, Auszeichnungen, Anmerkungen) | Anmerkungen                                         |
| Jahr | Titel Album                                               | DE | AT | CH | Anmerkungen                                         |
| ---- | --------------------------------------------------------- | --- | --- | --- | --------------------------------------------------- |
| 1968 | Ob-La-Di, Ob-La-Da Ich geb mir selbst ’ne Party           | DE39 (½ Mt.)DE | — | — | Erstveröffentlichung: 15. Dezember 1968             |
| 1969 | Ich geb mir selbst ’ne Party                              | DE15 (1½ Mt.)DE | — | — | Erstveröffentlichung: 15. Mai 1969                  |
| 1969 | Indianapolis Nr.1                                         | DE34 (1½ Mt.)DE | — | — | Erstveröffentlichung: 1. November 1969              |
| 1970 | Das schöne Mädchen von Seite 1 Nr.1                       | DE6 (3 Mt.)DE | — | — | Erstveröffentlichung: 1. Juni 1970                  |
| 1970 | Ich hab’ mein Glück gefunden –                            | DE27 (3½ Mt.)DE | — | — | Erstveröffentlichung: 1. November 1970              |
| 1971 | Wenn unsere Liebe ewig so bliebe –                        | DE49 (1 Wo.)DE | — | — | Erstveröffentlichung: 19. April 1971                |
| 1971 | Heiß wie Feuer –                                          | DE35 (5 Wo.)DE | — | — | Erstveröffentlichung: 29. November 1971             |
| 1972 | Ich finde dich viel schöner, wenn du lachst –             | DE50 (1 Wo.)DE | — | — | Erstveröffentlichung: 27. Februar 1972              |
| 1974 | … da nahm er seine Gitarre Du fängst den Wind niemals ein | DE17 (17 Wo.)DE | — | — | Erstveröffentlichung: 25. Februar 1974              |
| 1974 | Du fängst den Wind niemals ein                            | DE8 (28 Wo.)DE | AT13 (2 Mt.)AT | — | Erstveröffentlichung: August 1974                   |
| 1975 | Deine Spuren im Sand … und ich warte auf ein Zeichen      | DE3 (30 Wo.)DE | AT5 (5 Mt.)AT | CH2 (14 Wo.)CH | Erstveröffentlichung: 24. Februar 1975              |
| 1975 | … und ich warte auf ein Zeichen                           | DE24 (14 Wo.)DE | — | — | Erstveröffentlichung: 22. September 1975            |
| 1976 | Fremde oder Freunde                                       | DE20 (13 Wo.)DE | — | — | Erstveröffentlichung: 19. April 1976                |
| 1977 | Tür an Tür mit Alice Howard Carpendale ’77                | DE8 (16 Wo.)DE | AT11 (2 Mt.)AT | CH8 (7 Wo.)CH | Erstveröffentlichung: 24. Januar 1977               |
| 1977 | Nimm den nächsten Zug                                     | DE16 (16 Wo.)DE | — | — | Erstveröffentlichung: 20. Juni 1977                 |
| 1977 | Ti amo Jede Farbe ist schön                               | DE2 (27 Wo.)DE | AT10 (5 Mt.)AT | — | Erstveröffentlichung: 31. Oktober 1977              |
| 1978 | Auf der langen Reise Und so gehen wir unsere Wege         | DE38 (8 Wo.)DE | — | — | Erstveröffentlichung: 17. April 1978                |
| 1978 | … dann geh doch                                           | DE15 (21 Wo.)DE | AT24 (2 Mt.)AT | CH6 (9 Wo.)CH | Erstveröffentlichung: August 1978                   |
| 1979 | Sag nicht, es war einmal –                                | DE26 (20 Wo.)DE | — | — | Erstveröffentlichung: 19. März 1979                 |
| 1979 | Nachts, wenn alles schläft Mein Weg zu dir                | DE3 (35 Wo.)DE | AT25 (½ Mt.)AT | — | Erstveröffentlichung: August 1979                   |
| 1980 | Wie frei willst du sein? Eine Stunde für dich             | DE6 (21 Wo.)DE | AT10 (1 Mt.)AT | CH8 (5 Wo.)CH | Erstveröffentlichung: 7. Januar 1980                |
| 1980 | Es geht um mehr Eine Stunde für dich                      | DE11 (26 Wo.)DE | AT16 (1 Mt.)AT | — | Erstveröffentlichung: 25. August 1980               |
| 1981 | Wer von uns Such mich in meinen Liedern                   | DE26 (16 Wo.)DE | — | — | Erstveröffentlichung: 9. Februar 1981               |
| 1981 | Wem Such mich in meinen Liedern                           | DE9 (23 Wo.)DE | — | — | Erstveröffentlichung: 17. August 1981               |
| 1982 | Ich will den Morgen mit dir erleben Bilder meines Lebens  | DE38 (10 Wo.)DE | — | — | Erstveröffentlichung: 19. April 1982                |
| 1982 | Morgen früh wirst Du geh’n Bilder meines Lebens           | DE32 (15 Wo.)DE | — | — | Erstveröffentlichung: 6. September 1982             |
| 1984 | Hello Again                                               | DE5 (19 Wo.)DE | AT10 (1 Mt.)AT | CH3 (15 Wo.)CH | Erstveröffentlichung: 30. Januar 1984               |
| 1984 | Es war nichts los heut’ Nacht Howard Carpendale           | DE55 (7 Wo.)DE | — | — | Erstveröffentlichung: 17. Juni 1984                 |
| 1984 | Samstag Nacht Howard Carpendale                           | DE26 (16 Wo.)DE | — | — | Erstveröffentlichung: September 1984                |
| 1985 | Shine On (der Regen von New York) Mittendrin              | DE22 (14 Wo.)DE | — | — | Erstveröffentlichung: 20. Mai 1985                  |
| 1985 | Wenn es dich irgendwo gibt Mittendrin                     | DE33 (10 Wo.)DE | — | — | Erstveröffentlichung: 26. August 1985               |
| 1986 | Lisa ist da (Key Largo) –                                 | DE44 (11 Wo.)DE | — | — | Erstveröffentlichung: 26. Mai 1986                  |
| 1986 | Sag ihm, dass du gehst –                                  | DE43 (12 Wo.)DE | — | — | Erstveröffentlichung: 13. Oktober 1986              |
| 1987 | Laura Jane Carpendale                                     | DE23 (21 Wo.)DE | — | — | Erstveröffentlichung: 24. August 1987               |
| 1989 | One More Dance in Blue Carpendale ’90                     | DE25 (17 Wo.)DE | — | — | Erstveröffentlichung: 17. September 1989            |
| 1990 | Sie hatten Blumen in den Haaren (San Francisco) –         | DE62 (8 Wo.)DE | — | — | Erstveröffentlichung: 22. Januar 1990               |
| 1990 | Piano in der Nacht Carpendale ’90                         | DE63 (12 Wo.)DE | — | — | Erstveröffentlichung: 29. Oktober 1990              |
| 1991 | … das nennt man Blues Ganz nah                            | DE63 (7 Wo.)DE | — | — | Erstveröffentlichung: 25. Februar 1991              |
| 1991 | Vielleicht niemals Ganz nah                               | DE52 (10 Wo.)DE | — | — | Erstveröffentlichung: 15. April 1991                |
| 1991 | Willkommen auf der Titanic Ganz nah                       | DE65 (7 Wo.)DE | — | — | Erstveröffentlichung: 10. Juni 1991                 |
| 1992 | Mit viel, viel Herz                                       | DE47 (13 Wo.)DE | — | — | Erstveröffentlichung: 6. April 1992                 |
| 1992 | Ohne dich Mit viel, viel Herz                             | DE98 (1 Wo.)DE | — | — | Erstveröffentlichung: 31. August 1992               |
| 1992 | Du bist nicht mehr wie sonst … Welthits Zum Träumen       | DE74 (5 Wo.)DE | — | — | Erstveröffentlichung: 21. Dezember 1992             |
| 1994 | Hey, versuch’s noch mal mit mir Ich bin da!               | DE76 (2 Wo.)DE | — | — | Erstveröffentlichung: 28. März 1994                 |
| 1994 | Du bist die Antwort für mich Ich bin da!                  | DE94 (2 Wo.)DE | — | — | Erstveröffentlichung: 27. Juni 1994 mit Kim Harding |
| 1998 | Mit Dir verschwend’ ich meine Zeit Lust auf mehr …        | DE45 (3 Wo.)DE | — | — | Erstveröffentlichung: 14. September 1998            |
| 2007 | Na und 20 Uhr 10                                          | DE36 (9 Wo.)DE | — | — | Erstveröffentlichung: 28. September 2007            |
| 2008 | Hi 20 Uhr 10                                              | DE77 (1 Wo.)DE | — | — | Erstveröffentlichung: 21. Februar 2008              |
| 2008 | Yes We Can Stark                                          | DE74 (2 Wo.)DE | — | — | Erstveröffentlichung: 19. Dezember 2008             |
| 2009 | Noch immer mittendrin Stark                               | DE71 (2 Wo.)DE | — | — | Erstveröffentlichung: 11. September 2009            |

grau schraffiert: keine Chartdaten aus diesem Jahr verfügbar
Weitere Singles
- 1967: Stand by Me
- 1967: Geh doch nicht am Glück vorüber
- 1967: Lebenslänglich (Verkäufe: + 60.000)[2]
- 1967: Immer nur an eine denken
- 1968: Bunt, so bunt (Your Town)
- 1968: Wir sagen ja zu der Liebe
- 1968: London Lady
- 1970: Warum bist du traurig?
- 1972: Ich hätt’ dich so gern noch einmal bei mir
- 1973: Ich will dich wiederseh’n
- 1973: Wer kennt den Weg (Der Weg nach St. Cruz)
- 1974: When a Child Is Born
- 1976: Noch hast du dein ganzes Leben vor dir
- 1979: I’ve Got to Go on
- 1980: Jetzt bin ich 34 / Dieses Gefühl
- 1985: Lady Cool
- 1988: Nachts, wenn alles schläft ’88
- 1995: It’s Not Over
- 1996: Kein Typ für eine Nacht
- 2011: Das alles bin ich
- 2013: Teilen
- 2014: In diesem Moment
- 2014: Wie viel sind 1 Billion (Howard Carpendale & Friends)
- 2015: Worauf warten wir
- 2015: Es ist alles noch da
- 2015: Nah am Herzen
- 2016: Das ist unsere Zeit
- 2016: Heut beginnt der Rest deines Lebens
- 2020: Wegen dir (Nachts wenn alles schläft) (mit Kerstin Ott)
- 2022: Das größte Glück der Welt
- 2023: Du bist das Letzte...

## Videoalben
| Jahr | Titel                                 | Höchstplatzierung, Gesamtwochen, AuszeichnungChartplatzierungen (Jahr, Titel, Platzierungen, Wochen, Auszeichnungen, Anmerkungen) | Höchstplatzierung, Gesamtwochen, AuszeichnungChartplatzierungen (Jahr, Titel, Platzierungen, Wochen, Auszeichnungen, Anmerkungen) | Höchstplatzierung, Gesamtwochen, AuszeichnungChartplatzierungen (Jahr, Titel, Platzierungen, Wochen, Auszeichnungen, Anmerkungen) | Anmerkungen                                                                          |
| Jahr | Titel                                 | DE | AT | CH | Anmerkungen                                                                          |
| ---- | ------------------------------------- | --- | --- | --- | ------------------------------------------------------------------------------------ |
| 2016 | Das ist unsere Zeit – live aus Berlin | DE*DE | AT7 (2 Wo.)AT | — | Erstveröffentlichung: 21. Oktober 2016 * siehe Das ist unsere Zeit – live aus Berlin |

Weitere Videoalben
- 1997: Live
- 2001: Mein Kapstadt Alles OK
- 2004: Das Finale – Live (Verkäufe: + 25.000; DE: Gold)
- 2004: Mein Leben – Die Anthologie
- 2005: Musik, das ist mein Leben – Live
- 2005: Matchball 1
- 2005: Matchball 2
- 2005: Matchball 3
- 2005: Matchball 4
- 2005: Matchball 5
- 2005: Live in Berlin
- 2007: Wiedersehen in Kanada
- 2008: Mein Weg zu dir – Die ZDF Live Show von 1980
- 2008: 20 Uhr 10 LIVE
- 2011: Das Alles bin ich
- 2019: Das Konzert – Live in Berlin 1991

## Boxsets
| Jahr | Titel                                          | Höchstplatzierung, Gesamtwochen, AuszeichnungChartplatzierungen (Jahr, Titel, Platzierungen, Wochen, Auszeichnungen, Anmerkungen) | Höchstplatzierung, Gesamtwochen, AuszeichnungChartplatzierungen (Jahr, Titel, Platzierungen, Wochen, Auszeichnungen, Anmerkungen) | Höchstplatzierung, Gesamtwochen, AuszeichnungChartplatzierungen (Jahr, Titel, Platzierungen, Wochen, Auszeichnungen, Anmerkungen) | Anmerkungen                             |
| Jahr | Titel                                          | DE | AT | CH | Anmerkungen                             |
| ---- | ---------------------------------------------- | --- | --- | --- | --------------------------------------- |
| 2020 | Das Werk meines Lebens                         | DE81 (1 Wo.)DE | — | — | Erstveröffentlichung: 11. Dezember 2020 |
| 2021 | Die Trilogie (Symphonie 1+2 & Happy Christmas) | DE59 (1 Wo.)DE | — | — | Erstveröffentlichung: 26. November 2021 |

Weitere Boxsets
- 2011: 4 Alben

## Statistik

### Chartauswertung
|                     | DE     | AT     | CH     |
| ------------------- | ------ | ------ | ------ |
| Nummer-eins-Alben   | DE—DE  | AT1AT  | CH—CH  |
| Top-10-Alben        | DE23DE | AT5AT  | CH2CH  |
| Alben in den Charts | DE40DE | AT18AT | CH12CH |

|                       | DE     | AT    | CH    |
| --------------------- | ------ | ----- | ----- |
| Nummer-eins-Singles   | DE—DE  | AT—AT | CH—CH |
| Top-10-Singles        | DE9DE  | AT4AT | CH5CH |
| Singles in den Charts | DE50DE | AT9AT | CH5CH |

### Auszeichnungen für Musikverkäufe
| Goldene Schallplatte - Deutschland - 2022: für die Autorenbeteiligung Wegen dir (Nachts wenn alles schläft) (Kerstin Ott) - Österreich - 2021: für die Autorenbeteiligung Wegen dir (Nachts wenn alles schläft) (Kerstin Ott) |

Anmerkung: Auszeichnungen in Ländern aus den Charttabellen bzw. Chartboxen sind in ebendiesen zu finden.
| Land/RegionAuszeichnungen für Musikverkäufe (Land/Region, Auszeichnungen, Verkäufe, Quellen) | Gold       | Platin  | Verkäufe  | Quellen           |
| -------------------------------------------------------------------------------------------- | ---------- | ------- | --------- | ----------------- |
| Deutschland (BVMI)                                                                           | 14× Gold14 | Platin1 | 2.675.000 | musikindustrie.de |
| Österreich (IFPI)                                                                            | 2× Gold2   | —       | 25.000    | ifpi.at           |
| Insgesamt                                                                                    | 16× Gold16 | Platin1 |           |                   |